# Thomas Ier de Savoie
Pour les articles homonymes, voir Thomas Ier et Thomas de Savoie.
Thomas de Maurienne, ou plus couramment de Savoie, dit « le Gibelin » ou encore « L'Ami des communes », né le 27 mai 1178 au château de Charbonnières à Aiguebelle et mort le 1er mars 1233 à Moncalieri, est un comte de Maurienne et marquis en Italie, comte de Savoie (1189-1233).
Il peut être parfois considéré, notamment dans la Pays de Savoie : petite encyclopédie Savoyarde (1985), comme le « second fondateur de l'État Savoyard », le second après le comte Humbert. Cette expression qualifiait également le duc Emmanuel-Philibert, selon l'expression utilisée par l'historien italien Pietro Orsi.

## Biographie

### Enfance
Thomas est né après le 26 mai, probablement le 27 mai 1178 — Samuel Guichenon, suivi notamment par les auteurs de Saints et saintes de Savoie, donnent le 20 mai 1177 — au château de Charbonnières, résidence comtale des Humbertiens, situé à Aiguebelle dans la vallée de la Maurienne,. Il est le fils d'Humbert III, comte de Maurienne et Savoie, et de sa quatrième épouse Béatrice de Vienne, fille de Gérard Ier, comte de Mâcon et de Vienne,,. Sa naissance est un grand soulagement pour son père qui après trois mariages sans descendance masculine, désespérait d'avoir un jour un héritier masculin,,. La venue du nouvel héritier est annoncée au comte Humbert par saint Anthelme, l'évêque de Belley, alors mourant. L'évêque meurt en effet un mois plus tard, le 26 juin 1178.

### Régence
Thomas n'a que onze ou douze ans lorsque son père meurt le 4 mars 1189,. Le cousin de son père, Boniface, marquis de Montferrat, devient son tuteur,,. Un conseil de régence est mis en place pour gérer le comté. Il est composé notamment de son tuteur et de sa mère, Béatrice, qui garde une grande influence,. Le conseil comtal constitué généralement de la noblesse, et dans une moindre mesure auprès des ecclésiastiques issus toutefois du même sérail, a dû très probablement jouer un rôle durant cette période. Son rôle est, dans les usages, d'aider le comte dans la gestion de son domaine, notamment dans les affaires féodales, la haute justice, les finances ainsi que la politique tant intérieure qu'extérieure du comté. Il peut également avoir un rôle lors des décisions de mariage ainsi que de remplacer le comte lors de son absence.
Lorsqu'il atteint sa majorité en août 1191, Thomas possédait l'énergie, les dispositions militaires, et le charisme qui faisaient défaut à son père. Son tuteur, Boniface de Montferrat, se trouve dans le parti des gibelins, ce qui permet au comté de se rapprocher à nouveau dans le giron de l'Empereur après quelques décennies à avoir soutenu le parti de la Papauté,. Malgré son jeune âge, il entreprit de conquérir de nouveaux territoires au nord-ouest. En 1191, il concède à la vallée d'Aoste une charte des franchises, reconnaissant son droit à l'autonomie politique et administrative. L'évêque d'Aoste profite des tensions entre le comté et l'Empereur pour obtenir une plus grande puissance temporelle et notamment « le tiers de toutes les recettes publiques ». Par la suite, il soutint l'empereur Frédéric II contre la papauté. Cette nouvelle orientation politique est notamment motivée par la menace qu'a encouru le comté peu avant l'hiver de 1187 où les troupes impériales avaient envahi le Piémont et le val de Suse. Cette orientation vaut le surnom de Thomas le Gibelins,. Il utilisera d'ailleurs par la suite plus facilement la « bannière traditionnelle de l'Empereur» à « l'aigle de sable en un champ d'or » que « la croix d'argent sur champs de gueules ». Pour l'historien du XIXe siècle Victor Flour de Saint-Genis, « Avec Boniface, la Savoie tourne du pape à l'empereur, des guelfes aux gibelins ; de religieux, le règne devient guerrier. »
Le jeune comte Thomas Ier de Savoie hérite de son père environ 25 positions stratégiques (châteaux) situé sur les territoires composés du comté de Maurienne, de la Novalaise (aujourd'hui l'avant-pays savoyard appelé aussi Bugey savoyard), de la Tarentaise, du val de Suse, de la vallée d'Aoste, du Chablais, du Bugey, mais aussi en Piémont et en Viennois. En 1191, « les marquis de Montferrat et de Saluces, rétablissent à Turin l'autorité du comte ».
La Genealogia comitum Sabaudiæ (« Généalogie des comtes de Savoie ») décrit qu'à l'occasion d'une fête le jeune comte rencontre la fille du comte de Genève : « Le comte Thomas était jeune et beau et dansait et chantait mieux que nul autre. Si prit par la main la fille au comte de Genève, et, chantant longuement ensemble, furent si amoureux l'un de l'autre… il commença à parler d'amour en disant : demoiselle je suis si épris de votre amour que si de moi n'avez merci, il me conviendra de mourir […] » Vers mai 1196, il épouse Béatrice-Marguerite de Genève,,. Les Chroniques raconte que le comte de Genève destinait sa fille au roi de France. Le couple aura de nombreux enfants, le chiffre de dix dont huit garçons est celui généralement retenu,,, même si d'autres sources avancent jusqu'à neuf autres enfants, dont des enfants illégitimes.

### Comte de Savoie

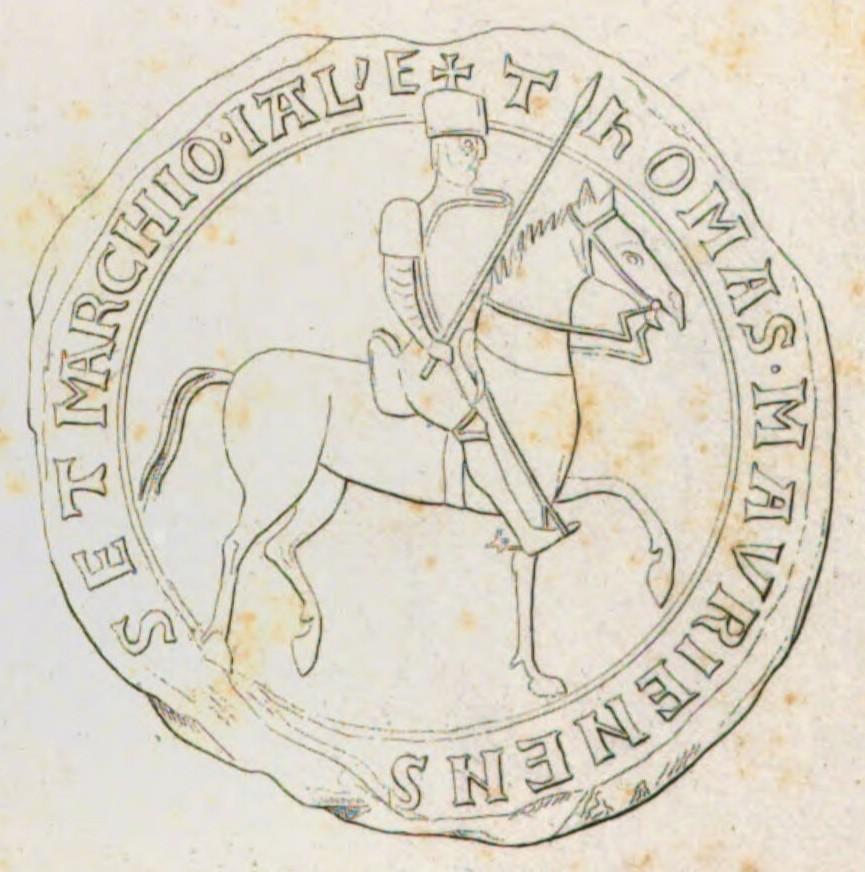
Dessin d'un sceau comtal (date inconnue).

#### Affirmation du pouvoir comtal
Thomas étend ses droits en Bugey, dans le pays de Vaud, à Carignano et dans le Piémont et prend le titre de « seigneur de Piémont ». Il reçoit la confirmation de ses droits en 1207 pour l'ensemble de son héritage par Philippe de Souabe, roi des Romains. Il est investi du fief d'Empire au château de Moudon (pays de Vaud), ainsi que des fiefs de Chieri, ville marchande à proximité de Turin, et Testona (aujourd'hui Moncalieri), dans le Piémont. Dès les années 1211-1212, il lance avec Aymon II de Faucigny des attaques contre les évêques de Genève.
L'investiture en pays de Vaud se fait contre la famille de Zähringen, qui appartient au parti guelfe. Une opposition provient de Roger de Vico Pisano, évêque de Lausanne, lui aussi guelfe,. Anciennement, le château de Moudon appartenait aux évêques de Lausanne, mais l'évêque reste maître de la ville,. Une guerre s'engage durant laquelle le comte fait brûler le château de Lucens (pays de Vaud), qui est une résidence épiscopale,. En 1219, en signant un traité de paix à Burier — un prieuré bénédictin de Montreux — avec le nouvel évêque, Berthold de Neuchâtel, Thomas affirme ses droits sur Moudon, et marque désormais son implantation dans le nord du Léman, en pays de Vaud. Le comte obtient de fait la souveraineté sur la ville de Moudon, bien que l'évêque en conserve la suzeraineté,. La ville deviendra le centre du pouvoir de la maison de Savoie pour le pays de Vaud,.
Au cours de la fin de l'année 1218, à la suite d'un contrat passé le 1er juin, le comte Thomas marie sa fille Marguerite à Hartmann IV de Kybourg,,, fils du comte Ulrich. Cette alliance permet ainsi de rapprocher « deux lignages héritiers des Zähringen », famille ducale possessionnée dans la partie nord de la Suisse (Rheinfelden, Fribourg et Berne). Le dernier de la branche aînée des Zähringen disparaît au cours de l'année et l'héritage passe aux Kybourg,.
Son premier fils, Amédée, est son successeur désigné. Il marie sa fille aînée, Béatrix (Béatrice) au comte de Provence et comte de Forcalquier, Raymond Bérenger V,. Son second fils, Humbert, meurt en 1223. Leur frère, Aymon, reçoit en apanage le Vieux Chablais, dont il deviendra le seigneur à la mort de leur père.
En 1224, le comte Thomas signe un traité de paix avec Landri de Mont, évêque de Sion. L'évêque reçoit à cette occasion le château de Morges (pays de Vaud) en fief et s'engage à aider le comte si le château de Chillon est attaqué.
Quelques auteurs du XXe siècle ont considéré que le comte a participé à la croisade des Albigeois, voire à la quatrième croisade,, toutefois, ni la politique gibeline, ni les sources ne permettent de confirmer cette possibilité. D'ailleurs, le chercheur Gérard Zuchetto indique que le troubadour Peire Raimon se réfugie à la cour du prince de Savoie à la veille de la croisade. Il réalise une composition « comte vaillant de Savoie » qui désigne probablement le comte.
Son soutien auprès de l'Empereur Frédéric II, lui permet d'obtenir, en 1226, le titre de vicaire impérial de Lombardie, devenant ainsi son représentant officiel,.

#### Politique religieuse
La politique envers la Papauté reste un axe important pour le comte Thomas. Le comte profite d'avoir de nombreux enfants, et notamment cinq de ses plus jeunes garçons, pour leur faire embrasser une carrière ecclésiastique, : — Guillaume, Amédée, Philippe, Boniface, Pierre, Thomas, Alix et Agathe —. Les deux filles se succèdent à la tête de l'abbaye de Saint-Pierre de Lyon. Thomas et Pierre seront chanoines avant de devenir des seigneurs laïcs. Guillaume devient évêque de Valence, doyen de Vienne, puis prince-évêque de Liège et de Winchester, tandis que Boniface est fait évêque de Belley avant de devenir archevêque de Canterbury, Philippe sera archevêque de Lyon et évêque de Valence avant de devenir comte de Savoie, enfin Amédée est évêque de Maurienne,,.
Le comte, tout comme pour ses prédécesseurs, poursuit une politique de soutien aux monastères. L'abbaye d'Hautecombe bénéficie des largesses de Thomas en obtenant le droit d'obtenir ce qui était nécessaire à son fonctionnement dans le comté tout en étant exempté des « droits de péage de minage, de vente de lod, ni à tout autre redevance ». La protection est d'ailleurs plus importante avec le droit d'acquérir des fiefs dans le domaine comtal. Enfin, en 1203, le comte donne à l'abbaye des droits sur les paroisses et ses habitants de Méry, Clarafond et Drumetaz,. Les autres monastères sont également dotées. En 1195, il fait une donation de ses biens en Val de Suse à l'abbaye du Betton, dans le val Gelon. Entre 1197 et 1200, il lègue des biens à l'hospice du Mont-Cenis. Des dons seront faits en 1207, puis 1216, à la chartreuse d'Aillon, dans les Bauges.
Plusieurs actes, non datés et répertoriés par le Régeste genevois, indiquent que le comte apporte sa protection à la chartreuse d'Arvières, dans le Valromey, celle d'Aillon, dans les Bauges. En, 1207, il confirme les droits de l'abbaye d'Aulps et apporte également sa protection.
En 1222, le comte devient l'avoué de la chartreuse de Vallon (Chablais).

#### Chartes de franchises
Ruth Mariotte Löber observe que les comtes de Savoie utilisent les chartes de franchises dans les bourgs de leur domaine comme un mode de gestion. Ainsi les comtes donnent ces chartes pour des raisons stratégiques, parfois militaires, politiques ou économiques mais sans réclamations par les gens du peuple. Lorsque la charte est établie la justice est garantie par le comte et les habitants obtiennent des libertés. Bénéficient de ces avantages, les villes qui sont situées sur les limites du domaine comtal, sur les axes majeurs reliant l'Europe du Nord à la péninsule italienne, passant notamment par le col du Mont-Cenis, qu'ils contrôlent,.
En 1196, le comte Thomas signe un traité de paréage avec l'abbé Rainier de Saint-Rambert-en-Bugey,,. L'acte permet au comte d'obtenir le château de Cornillon et le bourg de Saint-Rambert,. L'intérêt stratégique du site est de disposer d'un péage.
Le 11 novembre 1203, les moines de Hautecombe reçoivent des privilèges (achat de fief ou exemption d'impôts), qui seront augmentés en 1235. Deux villes situées sur les rives du Rhône obtiennent des chartes : Yenne en 1215, Saint-Genix-sur-Guiers vers 1270. La Villeneuve de Chillon, que le comte a créé à côté du château de Chillon en 1214, place centrale du pouvoir comtal en Chablais, obtient une charte lors de sa fondation,. La ville doit servir de port, d'asile pour les voyageurs ainsi que d'un siège de péage. Le château de Chillon et de Villeneuve se trouvent en effet sur l'une des routes menant du Nord de l'Europe vers la péninsule italienne et passant par stratégique du col du Grand-Saint-Bernard. Aymon, son fils, fait ajouter un hôpital en 1236.
En mars 1232, peu avant le rachat de la cité, Chambéry obtient des franchises, ainsi que la ville d'Aoste vers la fin du XIIIe siècle. Les comtes Humbertiens possédaient des biens dans la seigneurie de Chambéry. La position stratégique de la ville, notamment sur l'axe en direction du mont Cenis, n'échappe pas aux de Savoie. Le 15 mars 1232, Thomas rachète une partie des droits du vicomte de Chambéry, Berlion, sur la ville de Chambéry pour 32 000 sous ou sols forts de Suse,,,. Une partie de l'argent provient notamment d'une contribution de l'abbaye d'Hautecombe (1 000 livres fortes de Suse) et de « prêteurs italiens ». La cité prendra de l'importance sous le règne suivant d'Amédée V qui fait l'acquisition du château et le transforme en résidence comtale.

### Mort et succession

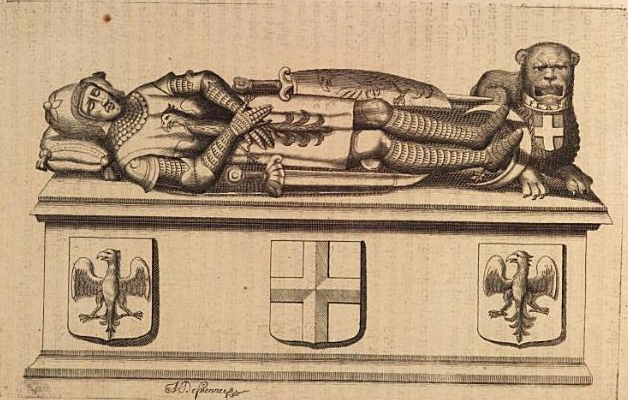
Cénotaphe du comte, selon l'ouvrage de Guichenon (1658).

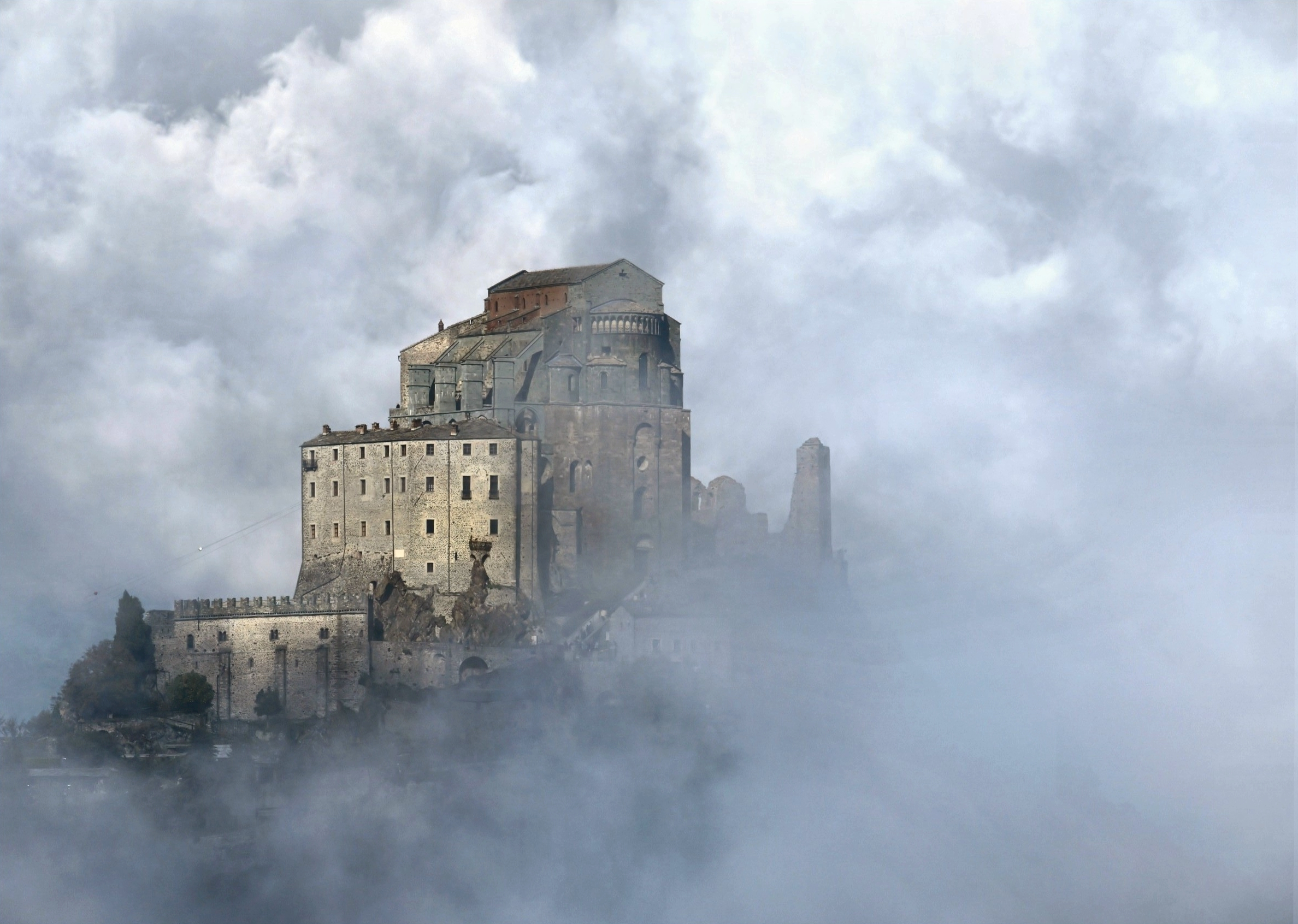
Vue de l'abbaye Saint-Michel-de-la-Cluse.

Le comte Thomas meurt le 1er mars 1233, probablement à Moncalieri, située dans le Piémont, proximité de la ville de Turin,,. Quelques auteurs du XIXe siècle ont pu le faire mourir à Aoste, d'après une mésinterprétation d'un dessin du généalogiste du XVIIe siècle, Samuel Guichenon. Le comte venait de s'engager à nouveau dans une guerre contre l'archevêque de Turin afin d'affirmer son pouvoir sur la région et la ville. Il semble tomber malade, épuisé par les combats, après avoir remporté le siège de Moncalieri et voulant les poursuivre le combat en direction de Turin. Selon les Chroniques, il semble qu'il soit à l'origine de la construction du fortin au-dessus de Moncalieri, le futur château de Moncalieri, permettant le contrôle du Pô à cet endroit.
Selon ses dernières volontés, il est inhumé, en Piémont, dans l'abbaye Saint-Michel-de-la-Cluse,, située à proximité de Moncalieri.
Son premier fils, Amédée, devient comte sous le nom d'Amédée IV,. Le comte Thomas, qui a eu de nombreux enfants, a préparé sa succession en organisant la gestion et la répartition du domaine comtal et des terres en mettant en place une « politique d'inféodation d'apanages, avec hommage de chaque cadet à l'aîné [...] d'éviter la pulvérisation de l'héritage et de possibles conflits de succession, tout en donnant satisfaction aux régions particularistes et en constituant de véritables marches ». Aymon devient seigneur du Chablais, qu'il reçoit en apanage de son frère en 1234. Thomas et Pierre, qui poursuivaient une carrière religieuse, deviennent des seigneurs laïcs. Thomas s'installe en Piémont et deviendra comte de Flandres en 1247. Pierre, qui a épousé l'héritière du Faucigny, obtient le Chablais lors de la mort de son frère Aymon en 1238, en plus de ses possessions en pays de Vaud. Plus tard, un autre de ses fils, Philippe, deviendra lui aussi comte.

## Famille et descendance
Vers 1196, probablement en mai, le comte Thomas Ier épouse Béatrice-Marguerite de Genève,, (que l'on trouve mentionnée sous les formes Béatrice de Genève ou Marguerite de Faucigny), fille de Guillaume Ier de Genève, comte de Genève et de Vaud, et Marguerite-Beatrix de Faucigny, fille d'Aymon Ier, sire de Faucigny,.
Certains historiens ont distingué Béatrix de Genève et Marguerite de Faucigny, et considèrent qu'il y eut deux mariages,. 
Le nombre d'enfants du couple varie. Guichenon (1660) mentionnait quatorze enfants — Amé, Humbert, Thomas, Aymon, Guillaume, Amé, Pierre, Philippe, Leonor, Marguerite, Boniface, Beatrix, Alix, Agathe, Avoy — auxquels il ajoute deux enfants naturels (Berold, Benoist)
Les auteurs contemporains ne retiennent, selon les sources, que dix enfants, 8 garçons et 2 filles (Eugene L. Cox, 1974 ; Duparc, 1978 ; Leguay Demotz, 2000,). Les époux et historiens Leguay relèvent que la nombreuse progéniture du comte peut être un avantage. L'aîné héritera des titres et droits de son père, quant aux fils puînés, ils intègreront les ordres.
- Amédée IV (1197 † 1253), futur comte de Savoie de 1233 à 1253, père de Boniface, comte de Savoie de 1253 à 1263 ;
- Béatrix, (1198 † 1267), mariée en 1219 à Raymond Bérenger, comte de Provence. Ils eurent quatre filles qui furent toutes reines ;
- Marguerite (1212 † 1273), mariée en 1218 à Hartmann IV († 1264), comte de Kybourg ;
- Humbert († 1223 en Hongrie) ;
- Aimon ou Aymon († 1238[59] ou 1242[2], peut-être de la lèpre[5],[65]), apanagé en Valais et Chablais (1234-1237) s'intitulait dominus provinciae Agaunensis[66] (province d'Agaune), dit seigneur d'Agaune (dominus Agaunensis), du Chablais, Chillon, Morges, Villeneuve ;
- Thomas II (1199 † 1259), apanagé en Piémont (1235 à 1259), comte de Flandre (1237-1244) par son premier mariage ; il assure, par les fils nés de ses deuxièmes noces avec Béatrice Fieschi, la succession de Piémont (Thomas III), de Savoie (Amédée V, comte de Savoie de 1285 à 1323), et de Vaud (Louis Ier) ;
- Guillaume (parfois William) († 1239), doyen de Vienne (1220-1239), évêque de Valence (1224-1239), puis prince-évêque de Liège (1238-1239) ;
- Pierre II dit le Petit Charlemagne, (1203 † 1268), futur comte de Savoie de 1263 à 1268 ;
- Boniface (1207 † 1270), évêque de Belley (1232-1241), archevêque de Canterbury (1246-1270) ;
- Philippe Ier (1207 † 1285), archevêque de Lyon et évêque de Valence (1246-1267), puis comte de Savoie de 1268 à 1285.

Parmi les autres enfants considérés par Guichenon :
- Aymon († 1238), seigneur de Valley ;
- Humbert († 1223) ;
- Alice († 1277), abbesse de Saint-Pierre de Lyon en 1250 (Sabaudia.org, MedLands) ;
- Agathe († après 1279), abbesse de Saint-Pierre de Lyon (Sabaudia.org, MedLands) ;
- Avita/Avoie, Marguerite († avant 14 mai 1292), peut-être illégitime, mariée en 1237[5]/1257[2] à Baudouin de Reviers († 1262), 7e comte de Devon (Sabaudia.org, MedLands).

Enfin, le comte Thomas aurait eu deux garçons illégitimes (bâtards) :
- Berold († avant 1263) ;
- Bénédict/Benoît († avant 1263).

Certains auteurs considèrent également que Amédée († 1258 ou 68), donné comme évêque de Maurienne sous le nom d'Amédée III (v. 1235 - v. 1255), serait un autre enfant illégitime.

Le comté de Savoie vers 1250.

## Titres et possessions
Thomas, tout comme les Humbertiens, porte indifféremment selon les différents les principaux titres de cette famille « comte de Maurienne et marquis d'Italie » (actes de 1189 ou de 1203) ou « comte de Maurienne et marquis en Italie » (acte de 1207), « comte de Maurienne » (autre acte de 1203) ou « comte de Savoie » (actes de 1195, de 1196 ou de 1222). Le comte semble toutefois adopter la forme « comte de Savoie et marquis en Italie » qui apparaît dans des actes de 1196, 1206, 1207. Cette titulature était déjà utilisée par son grand-père Amédée III.
L'abbé de Saint-Rambert-de-Joux cède ses droits au comte en 1196 sur le château de Cornillon, en échange de l'intégration au comté,.
Ses droits sur son héritage sont confirmés en 1207. Il obtient par ailleurs les villes de Chieri et Testona (aujourd'hui Moncalieri), dans le Piémont. Il reçoit à la suite d'un traité avec l'évêque de Lausanne, de 1218, la ville de Moudon (pays de Vaud), même si la cité reste un fief de l'évêque.